# Bill Conti

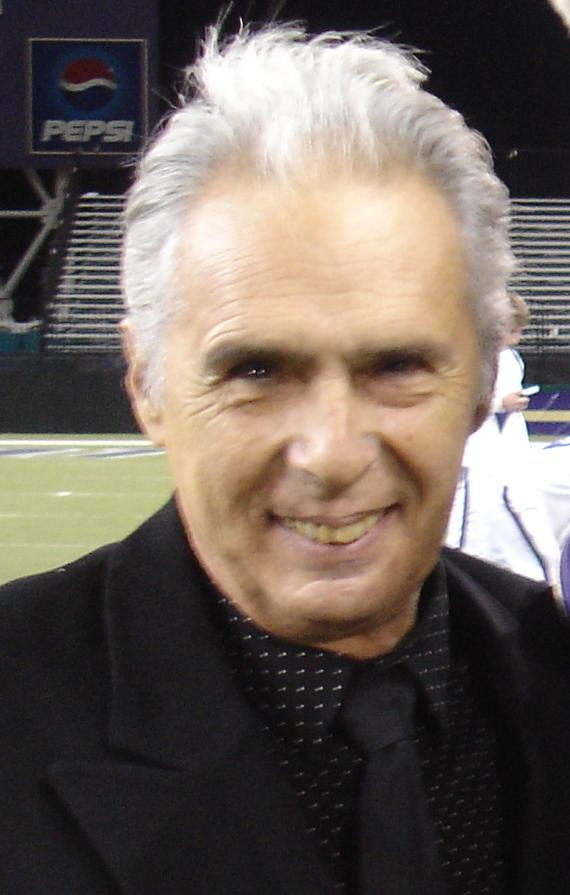
Bill Conti (2008)

William E. „Bill“ Conti (* 13. April 1942 in Providence, Rhode Island) ist ein US-amerikanischer Filmkomponist. Seine wohl bekannteste Komposition ist das Titelthema der Rocky-Filmreihe.

## Biografie
Der Italoamerikaner Bill Conti wurde als Sohn von Lucetta und William Conti geboren. Seine musikalische Laufbahn begann im Alter von 15 Jahren als Dirigent in einem örtlichen Orchester. In den 60er wurde er erstmals als Filmmusik-Komponist in Italien für Filme wie A Candidate For A Killing tätig. Mit dem jazzigen Soundtrack zu dem Italo-Movie Juliette de Sade (Mademoiselle de Sade) von 1968, reiht er sich in die Liga der 60er/70er Italo Jazz- und Filmkomponisten wie beispielsweise Piero Umiliani (Lady Magnolia, Today´s Sound), Alberto Baldan Bembo (The Smart Set), oder Piero Piccioni (Camille 2000, die Filmmusik zu einer modernen Literaturverfilmung des Alexandre-Dumas-Romans) ein, die später durch die Easy Tempo Sampler bei einem breiten Publikum bekannt wurden. Es folgten mehrere TV- und Kinoproduktionen, bis er schließlich 1976 die Filmmusik zur United-Artists-Produktion Rocky mit Sylvester Stallone komponierte, ein Film, der zu einem  Erfolg wurde. 1981 komponierte er den Soundtrack zum zwölften James-Bond-Abenteuer In tödlicher Mission, da Stammkomponist John Barry seine Mitarbeit abgesagt hatte. Mit dem Titelsong For Your Eyes Only, gesungen von Sheena Easton, gelang ihm zudem ein großer kommerzieller Erfolg. Weitere bekannte Arbeiten von Conti sind die Musik für die Karate Kid-Reihe und für den Film Der Stoff, aus dem die Helden sind. Außerdem komponierte er den Score zu den ersten beiden Staffeln von Fackeln im Sturm, ebenso für das Gefängnis- und Freundschaftsdrama Blood in, Blood out – Verschworen auf Leben und Tod im Jahr 1993.
Conti ist bis heute ein beschäftigter Filmkomponist; jüngst war er für den Abschlussfilm der Rocky-Reihe, Rocky Balboa, tätig, für den er aber nicht eine neue Note schrieb. Tatsächlich sind es nur die alten Stücke, die für den jüngsten Rocky-Film verwendet wurden.

## Bill Contis Musik
Bill Conti ist ein vielseitiger Filmkomponist, der traditionelle orchestrale Kompositionen mit modernen Einflüssen mischt, aber auch Jazz-Kompositionen wie den Soundtrack zu Juliette de Sade schrieb. Zum James-Bond-Film In tödlicher Mission schrieb er einen Soundtrack mit zahlreichen Pop-Elementen. In den 1980er Jahren komponierte er Musiken zu vielen bekannten Fernsehserien, darunter Der Denver-Clan, Die Colbys, Falcon Crest, Fackeln im Sturm und Cagney & Lacey.

## Auszeichnungen
Bill Conti wurde für seinen Original-Score für den Film Rocky unter anderem für einen Grammy, einen Golden Globe und einen Oscar nominiert. Für seine Arbeit als musikalischer Direktor bei verschiedenen Oscarverleihungen wurde er insgesamt zehn Mal für einen Emmy nominiert, gewonnen hat er diesen Preis bisher drei Mal. Bill Conti ist ferner auf dem Walk of Fame mit einem Stern geehrt worden.
- Oscarverleihung 1984: Bester Original Score (Der Stoff, aus dem Helden sind)

weitere Nominierungen:
- Oscarverleihung 1977: Bester Original Song (Rocky)
- Oscarverleihung 1982: Bester Original-Song (For Your Eyes Only)

## Filmografie (Auswahl)
- 1968: Juliette de Sade
- 1973: Heirat ausgeschlossen (Blume In Love)
- 1974: Harry und Tonto (Harry and Tonto)
- 1976: Ein Haar in der Suppe (Next Stop, Greenwich Village)
- 1976: Rocky
- 1977: Der Mann in der Todeszelle (Kill Me If You Can)
- 1977: Eine entheiratete Frau (An Unmarried Woman)
- 1977: Flotte Sprüche auf Kanal 9 (Handle with Care)
- 1977: Zum Leben verurteilt (In the Matter of Karen Ann Quinlan)
- 1978: Der große Trick (The Big Fix)
- 1978: Der Pirat (The Pirate)
- 1978: F.I.S.T. – Ein Mann geht seinen Weg (F.I.S.T.)
- 1978: Mit Dir in einer großen Stadt (Slow Dancing in the Big City)
- 1978: Solo mit Trompete (Uncle Joe Shannon)
- 1978: Vorhof zum Paradies (Paradise Alley)
- 1979: Die Verführung des Joe Tynan (The Seduction of Joe Tynan)
- 1979: Dollarrausch (A Man, a Woman, and a Bank)
- 1979: Fünf Tage bis nach hause (Five Days from Home)
- 1979: Golden Girl (Goldengirl)
- 1979: Rocky II
- 1979: Sieben Stuntmänner räumen auf (The Fantastic Seven)
- 1980: Die Formel (The Formula)
- 1980: Gloria, die Gangsterbraut (Gloria)
- 1980: Schütze Benjamin (Private Benjamin)
- 1981: Die verrückten Nachbarn (Neighbors)
- 1981: Eine schöne Bescherung (Carbon Copy)
- 1981: Flucht oder Sieg (Escape to Victory)
- 1981: In tödlicher Mission (For Your Eyes Only)
- 1981: Falcon Crest (Fernsehserie)
- 1981: Der Denver-Clan (Dynasty, Fernsehserie)
- 1982: Bad Boys – Klein und gefährlich (Bad Boys)
- 1982: Cagney & Lacey
- 1982: Champions (That Championship Season)
- 1982: Traveling Hopefully (Dokumentar-Kurzfilm)
- 1982: Das Idol (Split Image)
- 1982: Die Pranke der Tigerin (Farrell for the People)
- 1982: Ich, der Richter (I, the Jury)
- 1982: Rocky III – Das Auge des Tigers (Rocky III)
- 1983: Der Stoff, aus dem die Helden sind (The Right Stuff)
- 1983: Marathon der Hoffnung (The Terry Fox Story)
- 1984: Bitte nicht heut’ nacht (Unfaithfully Yours)
- 1984: Der große Preis (The Coolangatta Gold)
- 1984: Die Auseinandersetzung (Mass Appeal)
- 1984: Karate Kid (The Karate Kid)
- 1985: B.I.E.R. (Beer)
- 1985: Die Colbys (The Colbys, Fernsehserie)
- 1985: Fackeln im Sturm (North and South, Fernsehfilm)
- 1985: Gotcha! – Ein irrer Trip (Gotcha!)
- 1986: Die Frau vom Boß (The Boss’ Wife)
- 1986: F/X – Tödliche Tricks (F/X)
- 1986: Karate Kid II – Entscheidung in Okinawa (The Karate Kid, Part II)
- 1986: Nomads – Tod aus dem Nichts (Nomads)(in Zusammenarbeit mit Ted Nugent)
- 1986: Sterben... und leben lassen (Big Trouble)
- 1987: Auf den Schwingen des Todes (A Prayer for the Dying)
- 1987: Baby Boom – Eine schöne Bescherung (Baby Boom)
- 1987: Happy New Year
- 1987: I Love N.Y. (I Love N.Y.)
- 1987: Masters of the Universe
- 1987: Nachrichtenfieber – Broadcast News (Broadcast News)
- 1987: Ohara
- 1988: Hitman – In der Gewalt der Entführer (Cohen and Tate)
- 1988: Im Rausch der Tiefe (Le Grand bleu, US-amerikanische Version)
- 1988: Jimmy Reardon (A Night in the Life of Jimmy Reardon)
- 1988: Maybe Baby – Am Anfang war der Klapperstorch (For Keeps?)
- 1988: Verraten (Betrayed)
- 1989: Der knallharte Prinzipal (Lean on Me)
- 1989: Karate Kid III – Die letzte Entscheidung (The Karate Kid, Part III)
- 1989: Lock Up – Überleben ist alles (Lock Up)
- 1989: Recht, nicht Rache – Die Geschichte des Simon Wiesenthal
- 1990: Ghost Dad – Nachrichten von Dad (Ghost Dad)
- 1990: Im Dschungel der Unterwelt (Backstreet Dreams)
- 1990: Powerplay (The Fourth War)
- 1990: Rocky V
- 1991: Armadillo Bears – Ein total chaotischer Haufen (Necessary Roughness)
- 1991: Das Duell der Meister (By the Sword)
- 1991: Verliebt in die Gefahr (Year of the Gun)
- 1993: Blood in, Blood out – Verschworen auf Leben und Tod (Bound by Honor)
- 1993: Der Durchstarter (Rookie of the Year)
- 1993: Gefangen im ewigen Eis (A Captive in the Land)
- 1994: 8 Seconds (8 Seconds to Glory)
- 1994: Der Scout (The Scout)
- 1994: Karate Kid IV – Die nächste Generation (The Next Karate Kid)
- 1995: Durchgeknallt und auf der Flucht (Bushwhacked)
- 1995: Napoleon – Abenteuer auf vier Pfoten (Napoleon)
- 1996: Agent 00 – Mit der Lizenz zum Totlachen (Spy Hard)
- 1998: Leslie Nielsen ist sehr verdächtig (Wrongfully Accused)
- 1998: MacCool und der Piratenschatz (The Real Macaw)
- 1999: Die Thomas Crown Affäre (The Thomas Crown Affair)
- 1999: Inferno
- 2000: Eine amerikanische Tragödie – Die O.J. Simpson Story (American Tragedy)
- 2001: Tortilla Soup – Die Würze des Lebens (Tortilla Soup)
- 2002: Boys on the Run
- 2002: Avenging Angelo
- 2004: Judas und Jesus (Judas)
- 2004: Coast to Coast
- 2006: Rocky Balboa
- 2010: Small Town Hero
- 2011: Man’s Man
- 2011: Two Knives